# Дюк Рейган
Дюк Рейган (англ. Duke Ragan, нар. 18 вересня 1997) — американський боксер, срібний призер Олімпійських ігор 2020 року, призер чемпіонатів світу.

## Біографія
Після навчання спорту в боксерському клубі "Золоті рукавички Цинциннаті" в районі Овер-над-Рейном свого рідного міста, Раган виграв срібні медалі на чемпіонаті світу 2017 року та Панамериканських іграх 2019 року як любитель у напівлегкій вазі. У червні 2021 року, менш ніж через рік після того, як він став професіоналом, Раган дізнався, що пройшов кваліфікацію на Олімпійські ігри в Токіо в напівлегкій вазі.
Раган виграв свої перші чотири поєдинки в Токіо, щоб кваліфікуватися на бій за золоту медаль, перемігши посіяних Семюеля Кістохуррі та Серіка Теміржанова. Він програв олімпійський фінал 3:2 колезі-професіоналу Альберту Батиргазієву з російської команди. Раган виграв третій раунд на чотирьох з п'яти суддівських карток, але пояснив свою поразку повільним стартом.
Раган все ж став першим професійним боксером, який завоював медаль для збірної США. Він також став лише другим срібним призером для американської чоловічої команди з 2004 року, приєднавшись до Шакура Стівенсона.  

## Любительська кар'єра
Чемпіонат світу 2017
- 1/16 фіналу:Переміг Хав'єра Ібаньєса (Куба) - 3-2
- 1/8 фіналу:Переміг Лі Макгрегора (США) - 5-0
- 1/4 фіналу:Переміг Чжана Цзявея (Китай)- 5-0
- 1/2 фіналу:Переміг Гаувара Бідхурі (Індія) - 5-0
- Фінал:Програв Кайрату Єралієву (Казахстан) - 2-3

Олімпійські ігри 2020
- 1/16 фіналу:Переміг Самуель Кістоурі (Франція)- 3-2
- 1/8 фіналу:Переміг Серіка Таміржанова (Казахстан)- 5-0
- 1/4 фіналу:Переміг Курта Волкера (Ірландія)- 4-1
- 1/2 фіналу:Переміг Самуеля Такий (Гана) - 4-1
- Фінал:Програв Альберту Батиргазієву (Росія) - 2-3

## Таблиця боїв
| 4 Перемоги (1 нокаутом, 3 за рішенням суддів), 0 Поразок (0 нокаутом, 0 за рішенням суддів) |        |                    |        |             |                   |                             |          |
| Результат                                                                                   | Рекорд | Суперник           | Спосіб | Раунд, час  | Дата              | Місце проведення            | Примітки |
| Перемога                                                                                    | 4-0    | Чарльз Кларк       | UD     | 6           | 10 квітня 2021    | Osage Casino, Талса         |          |
| Перемога                                                                                    | 3-0    | Себастьян Гутьєрес | UD     | 4           | 14 листопада 2020 | MGM Grand, Парадайз, Невада |          |
| Перемога                                                                                    | 2-0    | Джон Морага        | UD     | 4           | 3 жовтня 2020     | MGM Grand, Парадайз, Невада |          |
| Перемога                                                                                    | 1-0    | Луїс Альварадо     | TKO    | 1 (4), 0:42 | 22 серпня 2020    | MGM Grand, Парадайз, Невада |          |